# Grabnik-Osada
Grabnik-Osada – osada w Polsce położona w województwie warmińsko-mazurskim, w powiecie ełckim, w gminie Stare Juchy.
Do 2023 miejscowość nazywała się Grabnik.
W latach 1975–1998 miejscowość administracyjnie należała do województwa suwalskiego.